# Kasete-Naufahu Skeen
Kasete-Naufahu Skeen (* 10. September 1982 in London, Vereinigtes Königreich) ist ein tongaischer Skirennläufer. Er nahm als erster tongaischer Athlet an einer Alpinen Skiweltmeisterschaft teil.

## Karriere
Skeen ist der Sohn eines Tongaers und einer Britin, in London geboren, und wuchs im Stadtteil Notting Hill auf. Das Skifahren erlernte er erst im Alter von 12 Jahren bei einer Schulreise nach Kitzbühel. Sein internationales Renndebüt gab er am 27. Januar 2017 bei einem Citizen Rennen in Abetone. Einen Monat später nahm er bereits, als erster tongaischer Athlet, an den Alpinen Skiweltmeisterschaften in St. Moritz teil, wobei er jedoch im Qualifikationsrennen für den Riesenslalom ausschied.
Eine Steigerung gelang ihm bei den nächsten Weltmeisterschaften in Åre, er erreichte im Riesenslalom das Ziel auf Platz 120 von 121 Athleten, lediglich Jean-Pierre Roy aus Haiti war hinter ihm.
Bei den Weltmeisterschaften 2023 in Courchevel/Méribel erzielte er sein bisher bestes Ergebnis, Platz 89 im Riesenslalom.

## Privates
Skeen lebt in Åre und arbeitete als Gitarrenlehrer.

## Erfolge

### Weltmeisterschaften
- St. Moritz 2017: DNQ Riesenslalom
- Åre 2019: 120. Riesenslalom
- Courchevel/Méribel 2023: 89. Riesenslalom
- Saalbach 2025: DNQ Riesenslalom